# Emilie Mauerer
Emilie Mauerer (* 9. September  1863 in Geroldsgrün bei Naila; † 17. Dezember 1924 in München) war eine deutsche Politikerin (SPD) und Mitglied des bayerischen Landtages.

## Leben
Emilie Mauerer wuchs im Fichtelgebirge auf. Als Kindermädchen kam sie nach München, wo sie eine Lehre als Damenschneiderin absolvierte. Sie gründete den Arbeiterinnenbildungsverein und den Hausangestellten-Verband in München. Außerdem war sie Vorsitzende des sozialdemokratischen Frauenvereins in München.
Für diesen wurde sie 1918 Mitglied des Provisorischen Nationalrats. 1919 wurde sie für die SPD in den bayerischen Landtag gewählt. Sie war eine der ersten acht Frauen, die diesem angehörten. Sie schied nach der Landtagswahl 1920 wieder aus dem Landtag aus.
Emilie Mauerer starb am 17. Dezember 1924 in München.